# Симон Мариј
Симон Мариј или Симон Мајр (лат. Simon Marius или  ; Гунценхаузен, 10. јануар 1573 — Ансбах, 26. децембар 1624) је био немачки астроном. Године 1612. је први почео да посматра галаксију Андромеду. Такође, познат је и по томе што је дао имена Галилејевим сателитима — Ију, Европи, Ганимеду и Калисту, и то у свом делу „Свет Јупитера“ (лат. Mundus Jovialis) које је објавио 1614.